# Camponotus kraepelini
Camponotus kraepelini é uma espécie de inseto do gênero Camponotus, pertencente à família Formicidae.